# Rob Riemen
Rob Riemen (né le 18 février 1962 aux Pays-Bas) est un écrivain, essayiste et philosophe néerlandais. Il est également directeur de l'Institut Nexus.

## Biographie
Riemen grandit dans une famille catholique de la classe ouvrière. Son père était dirigeant syndical et sa mère travaillait dans un syndicat. Il a étudié la théologie et la philosophie à l'université de Tilbourg dont il est diplômé en 1992. Il entre alors en contact avec l'éditeur Johan Polak, qui a soutenu la création du journal Nexus. C'est à la suite de la mort de ce dernier, en 1994, que Riemen fonda l'Institut Nexus, qui cherche à promouvoir par la philosophie la réflexion individuelle, la culture européenne et les valeurs universelles, notamment au travers de débats et de séminaires philosophiques.
En 2009, il écrit La noblesse de l'esprit, un plaidoyer en faveur des valeurs humanistes fondamentales, ce dernier rencontre un grand succès et sera notamment traduit en espagnol, en anglais, en français, en allemand, en italien et en roumain.
En 2010, il publiera L'éternel retour du fascisme, un essai dans lequel il dénonce les formes modernes que revêt le fascisme et notamment le Parti pour la liberté (PVV) de Geert Wilders. Cette parution sera vivement critiquée. En novembre 2010 et août 2011, Rob Riemen réitère publiquement ses accusations contre le PVV, le qualifiant de néofasciste,,. Il déclare que les stratégies de Geert Wilders sont identiques à celles utilisées par Hitler et Mussolini,. En réponse à ces accusations, le groupe du PVV au Brabant-Septentrional appelle à la fin des subventions publiques à l'Institut Nexus.

### Publications
- La noblesse de l'esprit : un idéal oublié, NiL, 2009, 187 p. (ISBN 978-90-450-1732-7)
- L'éternel retour du fascisme, NiL, 2011, 78 p. (ISBN 978-90-450-1856-0)